# Mariano Armellini
Mariano Armellini (* 7. Februar 1852 in Rom; † 24. Februar 1896 in Rom) war ein italienischer Archäologe und Historiker.

## Biografie
Als Schüler von Girolamo Rossi widmete er sich der christlichen Archäologie und wurde Dozent am Seminario Pontificio und am Collegio di Propaganda in Rom.
Zu seinen Entdeckungen gehört die Krypta der Heiligen Emerenziana auf dem Friedhof an der Via Nomentana bei Sant’Agnese.
Er schrieb Gli antichi cimiteri cristiani di Roma e d’Italia, Le catacombe romane (Die alten christlichen Friedhöfe von Rom und Italien, Die römischen Katakomben), aber er wurde in erster Linie für Le chiese di Roma dal secolo IV al XIX (Die Kirchen Roms vom 4. bis zum 19. Jahrhundert) bekannt, eine umfangreiche Arbeit, in der viele Kirchen der Stadt, auch bereits verschwundene, aufgelistet sind.
Er widmete sich auch intensiv der Beschreibung des römischen Lebens vom Mittelalter bis zur Renaissance.